# NSYNC
NSYNC (также ’N Sync или *NSYNC) — американский бой-бэнд, образованный в городе Орландо, штат Флорида, в 1995 году. В него входили: Джастин Тимберлейк, Джей Си Шазе, Крис Киркпатрик, Джоуи Фатон и Лэнс Басс. Их одноимённый дебютный альбом был успешно выпущен в европейских странах в 1997 году, а позже дебютировал на американском рынке с синглом «I Want You Back». После освещения СМИ судебных тяжб с их бывшим менеджером Лу Перлманом и бывшим лейблом звукозаписи Bertelsmann Music Group, второй альбом группы, No Strings Attached , разошелся тиражом более миллиона копий за один день и 2,4 миллиона копий за одну неделю, что стало рекордом за более чем пятнадцать лет.
Первые два студийных альбома группы стали бриллиантовыми. Их последний альбом Celebrity дебютировал с 1,8 миллионами копий в первую неделю в США. Синглы, такие как «Bye Bye Bye», «This I Promise You», «Girlfriend», «Pop» и «It’s Gonna Be Me», достигли топ-10 в нескольких международных чартах, причем последний из них занял 1-е место в американском Billboard Hot 100. Группа выступала на Мировой серии, Суперкубке и Олимпийских играх, а также пела или записывалась с Элтоном Джоном, Стиви Уандером, Майклом Джексоном, Джанет Джексон, Бритни Спирс, Филом Коллинзом, Селин Дион, Aerosmith, Нелли, Лизой Лопес, Мэри Джей Блайдж и Глорией Эстефан. Группа получила восемь номинаций на премию Грэмми.
Группа несколько раз воссоединялись, в том числе на MTV Video Music Awards 2013 и во время получения звезды на Голливудской аллее славы. Группа совершила пять концертных туров и продала более 70 миллионов пластинок, став одной из самых продаваемых в истории. Журнал Rolling Stone признал их мгновенный успех одним из 25 лучших моментов прорыва всех времен. Джастин Тимберлейк стал десятикратным лауреатом премии Грэмми на протяжении всей своей сольной карьеры.

## История группы
Была сформирована в Орландо (Флорида) в 1995 году. Название группы было составлено из последних букв имен участников — Justin, Chris, Joey, Lansten и JC. Прорыв в хит-парадах случился четыре года спустя, когда они ушли к Лу Перлману продюсеру, занимавшемуся раскруткой их основных соперников — Backstreet Boys. Релиз дебютного сингла «I Want You Back» состоялся 7 октября 1996 г. в Германии, попал в десятку немецкого хит-парада и продержался там несколько недель, после чего были выпущены ещё 2 успешных сингла. Их дебютный альбом «*NSYNC» вышел 26 мая 1997 г. в Германии и в течение 2 недель добрался до первого места хит-парадов. Подростковая истерия вокруг NSYNC достигла пика в марте 2000 года, когда их новый альбом No Strings Attached был за первую же неделю реализован тиражом в 2,4 миллиона и стал на тот момент самым быстро продаваемым альбомом в истории популярной музыки.
На российском рынке NSYNC позиционировалась довольно слабо. (Почему, пояснить). Группа хоть и имела немалую популярность среди российской и постсоветской аудитории, все же значительно уступала своим традиционным конкурентам «Backstreet Boys», хотя планы Лэнса Басса с помощью российских специалистов отправиться в космос привлекли в своё время внимание отечественных СМИ.
В 2002 году группа фактически прекратила свое существование. Фронтмен группы — Джастин Тимберлейк — занялся сольной карьерой, в результате чего группа не выпускала новых записей. Другой заметный участник — Лэнс Басс — объявил о своей гомосексуальности и заключил гражданский союз со своим партнёром.
30 апреля 2018 года группа была удостоена звезды на Голливудской «Аллее славы». Памятный знак располагается рядом со звёздами групп Backstreet Boys, New Kids on the Block и New Edition.

## Воссоединение
25 августа 2013 года состоялось двухминутное воссоединение группы на сцене премии MTV Video Music Awards. Поводом для этого послужило вручение Джастину Тимберлейку награды имени Майкла Джексона за свой вклад в музыкальные видеоклипы.
Было исполнено попурри из песен: «Gone», «Girlfriend» и хита «Bye Bye Bye».
12 сентября 2023 года состоялось воссоединение на сцене премии MTV Video Music Awards. Группа в полном составе вручила награду Тейлор Свифт в номинации «Лучшее поп-видео».
29 сентября 2023 года вышел новый сингл «Better Place», ставший саундтреком к мультфильму Тролли. Группа в сборе.
25 июля 2024 года группа вновь получила третье дыхание после того как в фильме Дэдпул и Росомаха прозвучал их хит 2000-го года "Bye Bye Bye". 

## Состав
- Джастин Тимберлейк — тенор, лидирующий вокал
- Джейси Чейзес — тенор, лидирующий вокал
- Лэнс Басс — бас, бэк-вокал
- Джои Фатон — баритон, бэк-вокал
- Крис Киркпатрик — контратенор, бэк-вокал

## Альбомы
- 1997 — *NSYNC'
- 2000 — No Strings Attached
- 2001 — Celebrity

## Синглы
- I Want You Back — 1996
- Tearin' Up My Heart — 1997
- Here We Go — 1997
- For the Girl Who Has Everything — 1997
- Together Again — 1997
- (God Must Have Spent) A Little More Time on You — 1998
- U Drive Me Crazy — 1998
- Merry Christmas, Happy Holidays — 1998
- Thinking of You (I Drive Myself Crazy) — 1999
- Music of My Heart (дуэт с Гло́рия Эсте́фан) — 1999
- Bye Bye Bye — 2000
- It’s Gonna Be Me — 2000
- I’ll Never Stop — 2000
- This I Promise You — 2000
- I Believe In You (дуэт с Joe) — 2001
- Pop — 2001
- Gone — 2001
- Girlfriend (дуэт с Nelly) — 2002
- Better Place — 2023

## Видеоальбомы
- We Are *NSYNC (13.09.1997)
- N The Mix (24.08.1999)
- Live From Madison Square Garden (21.10.2000)
- Making The Tour (07.09.2001)
- Popoddysey Live (20.05.2002)
- Most Requested Hit Videos (10.02.2003)